# Conrad Carel Käyser

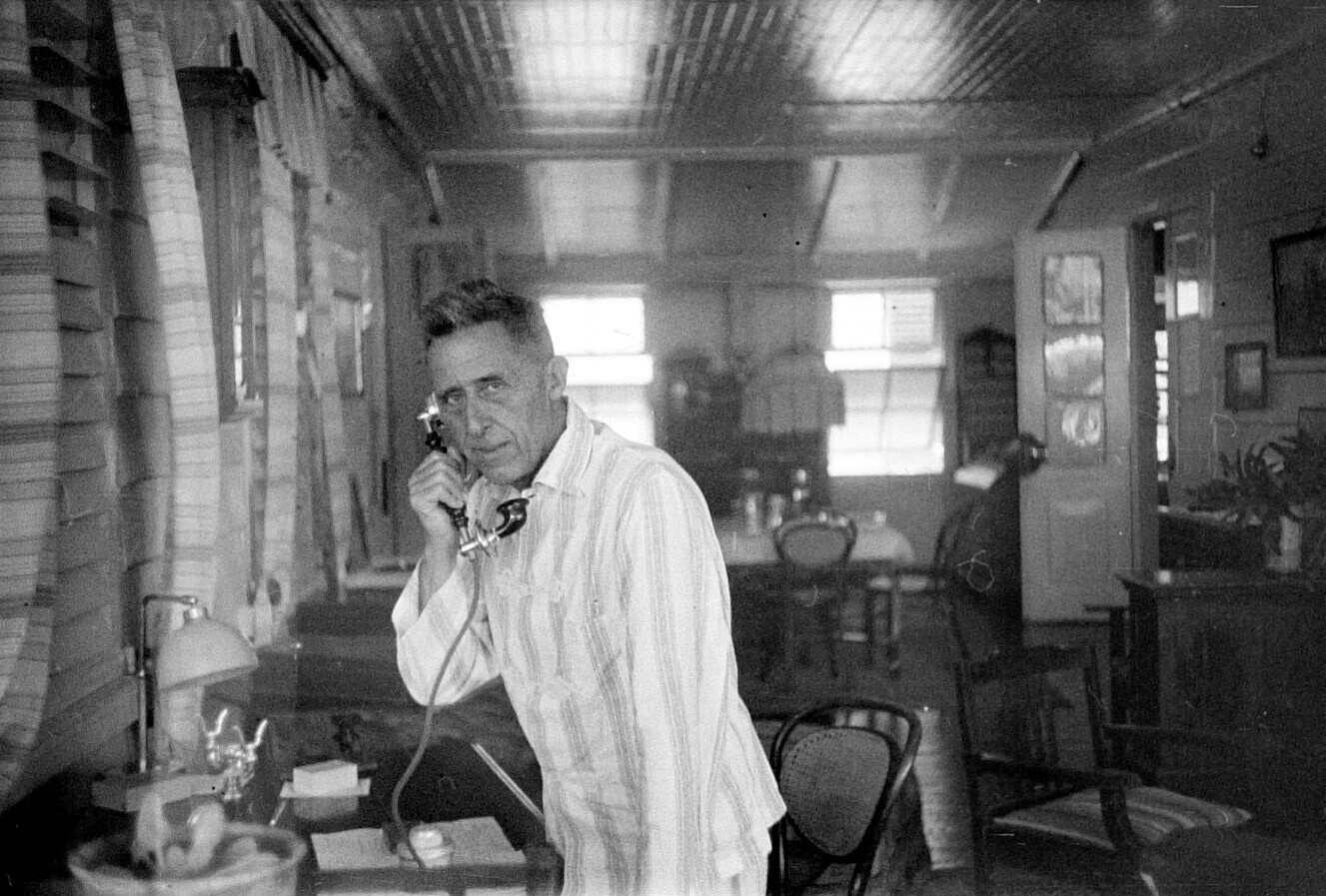
Conrad Carel Käyser tijdens zijn werkzaamheden voor de grenscommissie in Suriname.

Conrad Carel Käyser (Oosterhout, 5 november 1876 – Den Haag, 26 april 1939)  was een Nederlands militair en ontdekkingsreiziger.

## Biografie
Käyser werd geboren als zoon van Hendrik Käyser (1844-1927) die ontvanger van registratie en domeinen was. In 1893 begon hij als adelborst 3e klasse zijn opleiding aan het Koninklijk Instituut voor de Marine (KIM) te Willemsoord. Vier jaar later verliet hij het KIM als adelborst eerste klasse en eind 1900 volgde promotie tot luitenant-ter-zee tweede klasse. Hij diende als zeeofficier in Nederlands-Indië voor hij in 1909 terugkeerde naar Nederland waar hij benoemd werd tot derde secretaris bij de Staatscommissie voor het reddingwezen op de Nederlandsche kust die was ingesteld na de ramp met de SS Berlin.
Op 19 juli 1910 begon in Suriname de Corantijn-expeditie onder leiding van J.G.W.J. Eilerts de Haan waaraan ook Käyser deelnam. Doel was om vanaf de Surinamerivier de Lucierivier op te varen, in de hoop zo de Corantijn te bereiken en daarna via die rivier weer terug te keren naar de Atlantische kust, om met de gegevens die verzameld werden tijdens de expeditie witte vlekken op de kaart van Suriname in te vullen. Op 18 augustus overleed een van de arbeiders en op 21 augustus werd Eilerts de Haan ziek. Vijf dagen later verloor hij het bewustzijn en op 29 augustus overleed hij op 44-jarige leeftijd met als waarschijnlijke doodsoorzaak malaria, waarna hij ter plaatse werd begraven. De rest van de expeditie, die nog ruim 8 maanden zou duren, vond plaats onder leiding van Käyser. Over deze reis schreef hij een artikel dat in 1912 gepubliceerd werd in het tijdschrift van de Koninklijk Nederlandsch Aardrijkskundig Genootschap (KNAG) met als titel "Verslag der Corantijn-expeditie (19 Juli 1910 - 1 April 1911)".
Ook na de Corantijn-expeditie had Käyser een succesvolle carrière bij de marine. Op 1 januari 1912 werd hij benoemd tot luitenant-ter-zee eerste klasse en in 1921 tot kapitein-luitenant ter zee. Vanaf augustus 1922 was hij drie jaar lang chef-staf bij de marine in Nederlands-Indië. In december 1926 werd hij benoemd tot kapitein-ter-zee en eind januari 1929 promotie tot schout-bij-nacht. Bij zijn pensionering op 16 maart 1931 werd hij benoemd tot viceadmiraal.
Van februari 1935 tot juli 1938 gaf hij leiding aan een Nederlands-Braziliaanse expeditie om de grens tussen Suriname en Brazilië vast te leggen.
Toen Käyser op 26 april 1939 een onderhoud had met de minister van Koloniën Ch.J.I.M. Welter werd hij in de kamer van die minister onwel en overleed ter plaatse op 62-jarige leeftijd.

## Trivia
- In het Surinaamse district Sipaliwini ligt ten zuiden van de Lucierivier het Käysergebergte wat naar C.C. Käyser vernoemd is.